# Formica foreliana
Formica foreliana es una especie de hormiga del género Formica, familia Formicidae. Fue descrita científicamente por Wheeler en 1913.
Se distribuye por México y los Estados Unidos. Se ha encontrado a elevaciones de hasta 1372 metros. Vive en microhábitats como rocas.